# Онезім Делафон
Онезі́м Делафо́н (фр. Henri-Mamert-Onésime Delafond) — французький науковець, біолог, мікробіолог, ветеринар, професор школи Альфорта (École nationale vétérinaire d'Alfort). Він є одним із піонерів бактеріології, ставши першим із науковців, хто спробував і досяг успіху в культивуванні бактерій.

## Біографія
Народився 13 лютого 1805 року в Сент-Аман-ан-Пюізе. У жовтні 1823 року був прийнятий до Ветеринарної школи Альфорта, де він залишався 4 роки до повернення на батьківщину.
Він прагнув викладати, йому допоміг його колишній учитель, Алексіс-Казимир Дюпюї, який підтримував його. Він продовжив навчання, завжди за підтримки та впливу Дюпюї, який багато займався патологічною анатомією.
У 1833 році він обійняв посаду професора патології, терапії та політики охорони здоров'я в Альфорті; потім, побачивши кричущу відсутність класичних книжок, призначених для учнів, він написав чотири узагальнюючі та дослідницькі праці («Трактат про політику охорони здоров'я», «Трактат про терапію», «Трактат про загальну патологію», «Трактат про медичні питання»).
У 1841 році за розпорядженням уряду йому було доручено вивчити епізоотію, яка спустошила овець у Босі (сибірка або «кров з овечої селезінки»). У квітні 1845 року він був нагороджений орденом Почесного легіону.
Він став членом-кореспондентом Королівського та Центрального сільськогосподарського товариства, почесним членом Лондонського ветеринарного товариства.
Одружився з Маргаритою Кароліною Тоннельє в 1840 році, у них народилася донька Сесіль Делафон, яка одружилася з лікарем Жулем Анрі Леєм.
У 1860 році Делафон був призначений директором школи Альфорта, але його здоров'я вже кілька років було поганим. Він помер наприкінці 1861 року у віці 56 років.

## Наукові здобутки
Делафон зосередився на захворюваннях дихальної системи. Його надихнула робота Рене Лаеннека з аускультації з метою встановлення діагнозу захворювань. Він запропонував дисертаційну роботу про дослідження органів грудної клітки тварин, іншу про круп у різних домашніх тварин, чим досяг значного прогресу у ветеринарії, настільки, що його найняли, щоб взяти активну участь у написанні компендіуму ветеринарної медицини, який виходить з 1824 року.
Аналізуючи заразні хвороби великої рогатої худоби, зокрема сибіркову і контагіозну плевропневмонію, а також лікування грудної хвороби великої рогатої худоби, вивчив режим поширення їх на міжнародному рівні. Ще багато років він цікавився головним чином коростою домашніх тварин. У 1857 році разом із доктором Бургіньйоном написав трактат з ентомології та порівняльної патології корости людей і домашніх тварин.
Проводив дослідження врожайності великої рогатої худоби, яка займала призові місця в змаганнях м'ясників, про використання солі в тваринництві, про відгодівлю телят у Гатіні тощо.
Ще в 1838 році Делафон показав своїм студентам, «що в димчастій крові, як він їх називав, є маленькі палички, тоді для нього та його студентів це було лише різновидом цікавості без наукового значення…». У той час Делафон працював у співпраці з Габріелем Андралем, піонером гематології, над складом крові здорових і хворих тварин. Їхня мета полягала в тому, щоб порівняти пропорції клітин крові, фібрину та води у станах повнокров'я та анемії.
У 1841 році вівці були знищені хворобою у 
Босе ("Прокляті поля Босе"). Делафон отримав від Лорана Кюнена-Грідена, міністра сільського господарства, наказ «вивчити цю хворобу в місцях, де вона була поширена, щоб знайти її причини та перевірити, зокрема, чи не криються ці причини в способі культивування, який використовувався в країні». Делафон прибув до Босе в 1842 році, побачив, що хвороба уразила найсильніших овець, він звинуватив у цьому повнокров'я через надмірне споживання азотистої їжі. На розтині селезінка була застійною, чорнуватою. Він зазначив, що спленомегалія у овець зменшується з півночі на південь, від Босе до Луари.
Делафон прийшов до висновку, що хвороба «овечої селезінкової крові» є випадком повнокрів’я, інсультом або апоплексією селезінки, і він радить кровопускання як засіб лікування. Тут Делафон залишився під впливом доктрини Франсуа Бруссе, роблячи травну флегмазію (роздратування та запалення травної тканини) єдиною причиною всіх хвороб, які слід лікувати кровопусканням за допомогою п'явок.
Менш ніж через двадцять років концептуальна картина кардинально змінилася. У 1856 році він був відповідальним за вивчення епізоотії сибірки, яка уразила кілька тисяч коней Компанії кінних таксі.
Делафон слідкував за роботою тих, хто заново відкрив палички, які він бачив у 1838 році. З цієї нагоди він удосконалив техніку підготовки, що дозволило краще їх спостерігати, поклавши тут край певним критичним запереченням, але, перш за все, він відкрив спосіб культивувати спостережувані мікроорганізми.

## Основні твори
- Traité sur la police sanitaire des animaux domestiques…, Paris : chez Béchet jeune, 1838, in-8°, 813 p. / Трактат про охорону здоров'я домашніх тварин...
- Traité de pathologie et de thérapeutique générales vétérinaires, Paris : chez Béchet jeune, 1838, in-8° / Трактат із загальної ветеринарної патології та терапії.
- Instruction sur la pleuro-pneumonie ou péripneumonie contagieuse des bêtes bovines de la vallée de Bray (Seine-Inférieure), Paris : Impr. administrative de Paul Dupont et Cie, 1840, in-8°, 46 p. / Інструкція щодо плевропневмонії або контагіозної плевропневмонії великої рогатої худоби в долині Брей.
- Instruction sur les causes, les symptômes, les altérations de la péripneumonie du gros bétail du département du Jura, les moyens de guérir et de prévenir cette maladie, Lons-le-Saunier : Impr. de F. Gauthier, [1841], in-8°, 40 p. / Інструкція про причини, симптоми плевропневмонії великої худоби відділу Юра, способи лікування та профілактики цього захворювання.
- Traité de l’histoire naturelle et médicale des substances employées dans la médecine des animaux, suivi d’un traité de pharmacie vétérinaire, suivi d'un Traité élémentaire de pharmacie vétérinaire théorique et pratique, Paris : Béchet jeune et Labé, 1841, in-8°, XXVII-628 p., 8 f. ; 2e éd., Paris : Labé, 1853, in-8°, XXIV-815 p. / Трактат про природну та медичну історію речовин, які використовуються в медицині тварин, потім трактат про ветеринарну фармацію, а потім елементарний трактат про теоретичну та практичну ветеринарну фармацію.
- Traité de matière médicale / Трактат про медичну матерію.
- Traité de la maladie de sang des bêtes ovines et bovines / Трактат про захворювання крові овець і великої рогатої худоби.
- Traité de la maladie de poitrine du gros bétail / Трактат про захворювання молочних залоз великої рогатої худоби.
- Recherches sur l’élève et l’engraissement des veaux dans le Gâtinais, les maladies des veaux d’engrais et les moyens de les prévenir et de les guérir, Paris : Impr. de F. Locquin, 1844, in-8°, 40 p./ Дослідження розведення та відгодівлі телят у Гатіні, хвороб телят на відгодівлі та засобів їхньої профілактики та лікування.
- Traité sur la maladie de poitrine du gros bétail, connue sous le nom de péripneumonie contagieuse, Paris : Labé, 1844, in-8°, XV-319 p. / Трактат про грудну хворобу великої худоби, відому як контагіозна плевропневмонія.
- Traité sur la maladie de sang des bêtes bovines, suivi de l’étude comparée de cette affection avec l’entérité suraiguë et la fièvre charbonneuse, Paris : Labé, 1848, in-8°, 316 p. / Трактат про захворювання крові у великої рогатої худоби, а потім порівняльне дослідження цього захворювання з гострим ентеритом і сибіркою.
- Progrès agricole et amélioration du gros bétail de la Nièvre…, Paris : Labé, 1849, in-8°, 240 p. / Сільськогосподарський прогрес і покращення великої худоби Ньєвру…
- Sur l'emploi du sel marin dans l'économie des animaux domestiques, Paris : Impr. de Ve Bouchard-Huzard, Société nationale et centrale d’agriculture, 1850, in-8°, 26 p. / Про використання морської солі в тваринництві.
- Traité pratique d’entomologie et de pathologie comparées de la psore des hommes et des animaux domestiques, 1857. (разом з доктором Бургіньоном). / Практичний трактат з ентомології та порівняльної патології псори у людей і домашніх тварин.